# Guilhem Gausmar
Guilhem Gausmar o Gasmar (fl. XII secolo) è stato un trovatore occitano del XII secolo, originario della Guascogna o del Gévaudan.
Considerato abate di Bonaigue (menzionato in un documento del 1190), è identificabile, sebbene non unanimemente, con Guilhem Ademar o forse con Grimoart Gausmar.
Guilhem ha scritto un partimen (N'Eble, ar cauzetz la meillor) con Eble de Saignas o forse Eble d'Ussel
             [Gausmar]

             N' Eble cauzetz la meillor

             ades, segon vostr' essien:

             lo cals ha mais de pensamen

             de consirier e d'eror

             sel que gran re deu paiar

             ni pot ni vol hom esperar,

             ho sel c'a son cor e son sen

             en dona pauzat, e re no fai que ill plaia?

             [...]